# Thiobarbitursäure
Thiobarbitursäure ist ein Derivat der Barbitursäure. Es wird als Reagenz in der analytischen Chemie verwendet.

## Darstellung und Gewinnung
Die Herstellung der Thiobarbitursäure erfolgt durch die Umsetzung von Thioharnstoff mit einem Malonsäurediester, wie z. B. Malonsäurediethylester.

## Eigenschaften
Thiobarbitursäure bildet weiße Kristalle mit einem unangenehmen Geruch. In heißem Wasser ist die Verbindung gut löslich. Die als Narkotika ab den 1930er Jahren wie die N-alkylierten Barbiturate weit verbreiteten Thiobarbiturate sind Abkömmlinge der Thiobarbitursäure.

## Verwendung
In der analytischen Chemie dient Thiobarbitursäure als Reagenz auf Sorbinsäure und zur Bestimmung des Biomarkers Malondialdehyd (MDA). Der TBA-Test (TBA = thiobarbituric acid) beruht auf der Reaktion von Thiobarbitursäure mit Oxidationsprodukten von Fetten, beispielsweise Malondialdehyd. Bei dieser Reaktion wird aus einem Molekül des bifunktionellen Aldehyds mit zwei Molekülen Thiobarbitursäure ein rosafarbener Farbstoff gebildet, der beispielsweise per Photometrie quantitativ bestimmt werden kann.

## Weiterführende Literatur
- J. Lykkesfeldt: Determination of malondialdehyde as dithiobarbituric acid adduct in biological samples by HPLC with fluorescence detection: comparison with ultraviolet-visible spectrophotometry. In: Clinical chemistry Band 47, Nummer 9, September 2001, S. 1725–1727, PMID 11514418.
- R. Guillén-Sans, M. Guzmán-Chozas: The thiobarbituric acid (TBA) reaction in foods: a review. In: Critical reviews in food science and nutrition Band 38, Nummer 4, Mai 1998, S. 315–330, PMID 9626489.
- D. R. Janero: Malondialdehyde and thiobarbituric acid-reactivity as diagnostic indices of lipid peroxidation and peroxidative tissue injury. In: Free Radical Biology and Medicine Band 9, Nummer 6, 1990, S. 515–540, PMID 2079232.
- A. Kolakowska, J. Deutry: Some comments on the usefulness of 2-thiobarbituric acid (TBA) test for the evaluation of rancidity in frozen fish. In: Molecular Nutrition and Food Research Band 27, Nummer 5, 1983, S. 513–518. doi:10.1002/food.19830270530.